# Naturbahnrodel-Weltcup 2013/14
Der Naturbahnrodel-Weltcup 2013/14 wurde vom 20. Dezember 2013 bis zum 19. Februar 2014 in drei Disziplinen und in jeweils sechs Saisonrennen ausgetragen, nachdem die Bewerber in St. Sebastian der warmen Witterung zum Opfer fielen. Zusätzlich fanden bei fünf der sechs Weltcupstationen  Mannschaftswettbewerbe statt. Auf der Seiser Alm wurde zum ersten Mal seit zehn Jahren wieder ein Weltcupbewerb in Form eines Parallelrennens ausgetragen. Vom 17. bis 19. Januar fand in Umhausen die Europameisterschaft und vom 21. bis 23. Februar in Vatra Dornei die Juniorenweltmeisterschaft statt.

## Damen-Einsitzer

### Ergebnisse
| Datum                          | Ort              | Siegerin                                         | Zweite                                           | Dritte                                           |
| ------------------------------ | ---------------- | ------------------------------------------------ | ------------------------------------------------ | ------------------------------------------------ |
| 20. bis 22. Dezember 2013      | Nowouralsk       | Jekaterina Lawrentjewa                           | Tina Unterberger                                 | Evelin Lanthaler                                 |
| 3. bis 5. Januar 2014          | Seiser Alm       | Carmen Planötscher                               | Tina Unterberger                                 | Ljudmila Aksenenko                               |
| 10. bis 12. Januar 2014        | Moos in Passeier | Jekaterina Lawrentjewa                           | Greta Pinggera                                   | Evelin Lanthaler                                 |
| 17. bis 18. Januar 2014        | Umhausen         | Jekaterina Lawrentjewa                           | Melanie Schwarz                                  | Tina Unterberger                                 |
| 24. bis 26. Januar 2014        | Olang            | Evelin Lanthaler                                 | Jekaterina Lawrentjewa                           | Greta Pinggera                                   |
| 31. Januar bis 2. Februar 2014 | St. Sebastian    | Wegen der warmen Witterungsbedingungen abgesagt. | Wegen der warmen Witterungsbedingungen abgesagt. | Wegen der warmen Witterungsbedingungen abgesagt. |
| 17. bis 19. Februar 2014       | Vatra Dornei     | Evelin Lanthaler                                 | Jekaterina Lawrentjewa                           | Greta Pinggera                                   |

### Weltcupstand
| Rang | Name                   | Punkte |
| ---- | ---------------------- | ------ |
| 01   | Jekaterina Lawrentjewa | 525    |
| 02   | Evelin Lanthaler       | 439    |
| 03   | Tina Unterberger       | 405    |
| 04   | Ljudmila Aksenenko     | 302    |
| 05   | Carmen Planötscher     | 298    |
| 06   | Greta Pinggera         | 284    |
| 07   | Christina Götschl      | 254    |
| 08   | Maria Auer             | 216    |
|      | Petra Dragicevic       | 216    |
| 10   | Theresa Maurer         | 215    |
| 11   | Michaela Maurer        | 184    |
| 12   | Switlana Krawtschuk    | 178    |
| 13   | Darja Malejewa         | 162    |
| 14   | Melanie Schwarz        | 155    |
| 15   | Asuman Bayrak          | 151    |

| Rang | Name                | Punkte |
| ---- | ------------------- | ------ |
| 16   | Swetlana Scharawina | 150    |
| 17   | Michaela Niemetz    | 132    |
| 18   | Sara Bachmann       | 123    |
| 19   | Anișoara Hutopilă   | 116    |
| 20   | Anschela Krawtschuk | 114    |
| 21   | Ljubow Starikowa    | 111    |
| 22   | Michelle Diepold    | 108    |
| 23   | Wioletta Ryś        | 106    |
| 24   | Kubra Nur Kilic     | 092    |
| 25   | Katrin Mladek       | 083    |
| 26   | Marija Komarewzewa  | 079    |
| 27   | Lorena Rubinic      | 071    |
| 28   | Irma Karisik        | 069    |
| 29   | Elizabeth Driver    | 068    |
|      | Martina Rowold      | 068    |

## Herren-Einsitzer

### Ergebnisse
| Datum                          | Ort              | Sieger                                           | Zweiter                                          | Dritter                                          |
| ------------------------------ | ---------------- | ------------------------------------------------ | ------------------------------------------------ | ------------------------------------------------ |
| 20. bis 22. Dezember 2013      | Nowouralsk       | Patrick Pigneter                                 | Michael Scheikl                                  | Alex Gruber                                      |
| 3. bis 5. Januar 2014          | Seiser Alm       | Thomas Kammerlander                              | Michael Scheikl                                  | Florian Breitenberger                            |
| 10. bis 12. Januar 2014        | Moos in Passeier | Patrick Pigneter                                 | Thomas Kammerlander                              | Michael Scheikl                                  |
| 17. bis 18. Januar 2014        | Umhausen         | Patrick Pigneter                                 | Thomas Kammerlander                              | Alex Gruber                                      |
| 24. bis 26. Januar 2014        | Olang            | Patrick Pigneter                                 | Michael Scheikl                                  | Thomas Kammerlander                              |
| 31. Januar bis 2. Februar 2014 | St. Sebastian    | Wegen der warmen Witterungsbedingungen abgesagt. | Wegen der warmen Witterungsbedingungen abgesagt. | Wegen der warmen Witterungsbedingungen abgesagt. |
| 17. bis 19. Februar 2014       | Vatra Dornei     | Thomas Kammerlander                              | Patrick Pigneter                                 | Florian Breitenberger                            |

### Weltcupstand
| Rang | Name                  | Punkte |
| ---- | --------------------- | ------ |
| 01   | Patrick Pigneter      | 545    |
| 02   | Thomas Kammerlander   | 500    |
| 03   | Michael Scheikl       | 424    |
| 04   | Florian Breitenberger | 270    |
| 05   | Stanislaw Kowschik    | 253    |
| 06   | Alexander Jegorow     | 241    |
| 07   | Alex Gruber           | 234    |
| 08   | Juri Talych           | 229    |
| 09   | Grigori Bukin         | 210    |
| 10   | Bernd Neurauter       | 198    |
| 11   | Thomas Schopf         | 197    |
| 12   | Adam Jędrzejko        | 186    |
| 13   | Anton Blasbichler     | 174    |
| 14   | Florian Clara         | 166    |
| 15   | Kaj Johnson           | 150    |

| Rang | Name                | Punkte |
| ---- | ------------------- | ------ |
| 16   | Stefan Gruber       | 149    |
| 17   | Marcus Grausam      | 148    |
|      | Christian Wichan    | 148    |
| 19   | Galabin Bozew       | 134    |
| 20   | Florian Glatzl      | 120    |
| 21   | Roman Los           | 116    |
| 22   | Damian Waniczek     | 113    |
| 23   | Isa Güzeloglu       | 109    |
| 24   | Yavuz Ipek          | 098    |
| 25   | Levi Underwood      | 091    |
| 26   | Andrzej Laszczak    | 064    |
| 27   | Georg Maurer        | 060    |
| 28   | Jack Leslie         | 051    |
| 29   | Muhammet Dellalbasi | 049    |
| 30   | Matic Nemc          | 048    |

| Rang | Name                | Punkte |
| ---- | ------------------- | ------ |
| 31   | Vincent Schultz     | 047    |
| 32   | John Gibson         | 044    |
|      | Petar Sawow         | 044    |
| 34   | Coskun Erkoskun     | 042    |
| 35   | Anatoli Talalov     | 039    |
| 36   | Marius Schmelzer    | 037    |
| 37   | Adrian Filimon      | 036    |
| 38   | Martin Mayerhofer   | 035    |
| 39   | Muhammet Sait Ozcan | 032    |
| 40   | Josip Braje         | 031    |
|      | Stefan Federer      | 031    |
| 42   | Josef Limmer        | 029    |
| 43   | Flavio Macedo       | 026    |
| 44   | Joshua Fogo         | 024    |
|      | Bogdan Moroșan      | 024    |
|      | Miha Meglic         | 024    |

## Doppelsitzer

### Ergebnisse
| Datum                          | Ort              | Sieger                                           | Sieger                                           | Zweite                                           | Zweite                                           | Dritte                                           | Dritte                                           |
| ------------------------------ | ---------------- | ------------------------------------------------ | ------------------------------------------------ | ------------------------------------------------ | ------------------------------------------------ | ------------------------------------------------ | ------------------------------------------------ |
| 20. bis 22. Dezember 2013      | Nowouralsk       | Osterreich                                       | Christian Schopf Andreas Schopf                  | Russland                                         | Alexander Jegorow Pjotr Popow                    | Italien                                          | Patrick Pigneter Florian Clara                   |
| 3. bis 5. Januar 2014          | Seiser Alm       | Italien                                          | Patrick Pigneter Florian Clara                   | Russland                                         | Alexander Jegorow Pjotr Popow                    | Osterreich                                       | Christoph Regensburger Dominik Holzknecht        |
| 10. bis 12. Januar 2014        | Moos in Passeier | Italien                                          | Patrick Pigneter Florian Clara                   | Russland                                         | Pawel Porschnew Iwan Lasarew                     | Russland                                         | Alexander Jegorow Pjotr Popow                    |
| 17. bis 18. Januar 2014        | Umhausen         | Italien                                          | Patrick Pigneter Florian Clara                   | Russland                                         | Pawel Porschnew Iwan Lasarew                     | Russland                                         | Alexander Jegorow Pjotr Popow                    |
| 24. bis 26. Januar 2014        | Olang            | Italien                                          | Patrick Pigneter Florian Clara                   | Russland                                         | Pawel Porschnew Iwan Lasarew                     | Russland                                         | Alexander Jegorow Pjotr Popow                    |
| 31. Januar bis 2. Februar 2014 | St. Sebastian    | Wegen der warmen Witterungsbedingungen abgesagt. | Wegen der warmen Witterungsbedingungen abgesagt. | Wegen der warmen Witterungsbedingungen abgesagt. | Wegen der warmen Witterungsbedingungen abgesagt. | Wegen der warmen Witterungsbedingungen abgesagt. | Wegen der warmen Witterungsbedingungen abgesagt. |
| 17. bis 19. Februar 2014       | Vatra Dornei     | Italien                                          | Patrick Pigneter Florian Clara                   | Russland                                         | Alexander Jegorow Pjotr Popow                    | Osterreich                                       | Christian Schopf Andreas Schopf                  |

### Weltcupstand
| Rang | Name                                        | Punkte |
| ---- | ------------------------------------------- | ------ |
| 01   | Patrick Pigneter – Florian Clara            | 570    |
| 02   | Alexander Jegorow – Pjotr Popow             | 465    |
| 03   | Pawel Porschnew – Iwan Lasarew              | 425    |
| 04   | Christian Schopf – Andreas Schopf           | 400    |
| 05   | Christoph Regensburger – Dominik Holzknecht | 323    |
| 06   | Andrzej Laszczak – Damian Waniczek          | 251    |
| 07   | Muhammet Dellalbasi – Muhammet Sait Ozcan   | 219    |
| 08   | Bogdan Morosan – Gabriel Candrea            | 189    |
| 09   | Pawel Silin – Iwan Rodin                    | 180    |
| 10   | Stanislaw Kowschik – Ilja Tarassow          | 177    |

| Rang | Name                                | Punkte |
| ---- | ----------------------------------- | ------ |
| 11   | Christian Wichan – Oliver Schiller  | 176    |
| 12   | Roman Los – Switlana Krawtschuk     | 166    |
| 13   | Rupert Brüggler – Tobias Angerer    | 152    |
| 14   | Derek Carter – Daryn Carter         | 105    |
| 15   | Matic Nemc – Petra Dragičevič       | 100    |
| 16   | Petar Sawow – Georgi Antschow       | 078    |
| 17   | Tadej Dragicevic – Petra Dragičevič | 066    |
| 18   | Matteo Agnesod – Ylenia Sarteur     | 046    |
|      | Christoph Knauder – Thomas Knauder  | 046    |
| 20   | Galabin Bozew – Antoni Stoitschkow  | 039    |
| 21   | Yavuz Ipek – Yusuf Ozcan            | 025    |

## Mannschaftswettbewerb
| Datum                    | Ort              | Sieger                                                                            | Zweiter                                                                           | Dritter                                                                                    |
| ------------------------ | ---------------- | --------------------------------------------------------------------------------- | --------------------------------------------------------------------------------- | ------------------------------------------------------------------------------------------ |
| 22. Dezember 2013        | Nowouralsk       | RusslandJekaterina Lawrentjewa Stanislaw Kowschik Alexander Jegorow – Pjotr Popow | ItalienEvelin Lanthaler Alex Gruber Patrick Pigneter – Florian Clara              | ÖsterreichTina Unterberger Michael Scheikl Christian Schopf – Andreas Schopf               |
| 12. Januar 2014          | Moos in Passeier | ItalienGreta Pinggera Florian Breitenberger Patrick Pigneter – Florian Clara      | RusslandJekaterina Lawrentjewa Juri Talych Pawel Porschnew – Iwan Lasarew         | ÖsterreichTina Unterberger Thomas Kammerlander Christoph Regensburger – Dominik Holzknecht |
| 18. Januar 2014          | Umhausen         | ItalienMelanie Schwarz Alex Gruber Patrick Pigneter – Florian Clara               | RusslandJekaterina Lawrentjewa Stanislaw Kowschik Pawel Porschnew – Iwan Lasarew  | ÖsterreichTina Unterberger Thomas Kammerlander Christian Schopf – Andreas Schopf           |
| 26. Januar 2014          | Olang            | ItalienEvelin Lanthaler Anton Blasbichler Patrick Pigneter – Florian Clara        | RusslandJekaterina Lawrentjewa Juri Talych Pawel Porschnew – Iwan Lasarew         | ÖsterreichTina Unterberger Michael Scheikl Christian Schopf – Andreas Schopf               |
| 2. Februar 2014          | St. Sebastian    | Wegen der warmen Witterungsbedingungen abgesagt.                                  | Wegen der warmen Witterungsbedingungen abgesagt.                                  | Wegen der warmen Witterungsbedingungen abgesagt.                                           |
| 17. bis 19. Februar 2014 | Vatra Dornei     | ItalienEvelin Lanthaler Florian Breitenberger Patrick Pigneter – Florian Clara    | RusslandJekaterina Lawrentjewa Stanislaw Kowschik Alexander Jegorow – Pjotr Popow | ÖsterreichMaria Auer Tobias Kammerlander Christian Schopf – Andreas Schopf                 |

## Nationenwertung
| Rang | Land                    | Punkte |
| ---- | ----------------------- | ------ |
| 01   | Italien                 | 4066   |
| 02   | Russland                | 4015   |
| 03   | Österreich              | 3869   |
| 04   | Deutschland             | 1367   |
| 05   | Türkei                  | 1093   |
| 06   | Polen                   | 0967   |
| 07   | Ukraine                 | 0754   |
| 08   | Rumänien                | 0583   |
| 09   | Slowenien               | 0464   |
| 10   | Vereinigte Staaten      | 0451   |
| 11   | Bulgarien               | 0426   |
| 12   | Kanada                  | 0195   |
| 13   | Kroatien                | 0157   |
| 14   | Vereinigtes Königreich  | 085    |
| 15   | Neuseeland              | 075    |
| 16   | Bosnien und Herzegowina | 069    |
| 17   | Brasilien               | 026    |
| 18   | Moldau                  | 021    |
| 19   | Schweiz                 | 018    |